# 胡塔 (羅夫諾區)
胡塔（烏克蘭語：Гута）是位於烏克蘭西部里夫內州裏里夫內區的村莊，處於戈盧比齊亞河畔，始建於1918年，面積42.59平方公里，海拔高度170米，2001年人口744。